# Ponte Merefa-Cherson
Il ponte Merefa-Cherson è un viadotto ferroviario lungo 1,610 m che attraversa il fiume Dnepr a Dnipro, in Ucraina.
È il secondo ponte più antico della città e il primo ponte ferroviario ad arco dell'Unione Sovietica; al momento della sua costruzione era il ponte ad arco in cemento armato più lungo d'Europa, ed è stato classificato come monumento storico dell'Ucraina.
Attraversa il Canale dell'Archimandrita, un ramo del Dnepr, e conduce all'Isola dei Monasteri sulla riva sinistra del fiume.

## Storia
Già durante il periodo dell'Impero russo, le autorità avevano previsto la costruzione di una struttura ferroviaria che attraversasse il Dnieper a Ekaterinoslav per estendere la linea Merefa - Cherson.
I lavori furono iniziati tra il 1912 e il 1916, ma furono interrotti dalla prima guerra mondiale, poi dalla guerra civile e infine dalla Rivoluzione d'ottobre. La costruzione non riprese fino agli inizi degli anni '29 e fu completata soltanto in un anno e quattro mesi: il 24 ottobre 1932 gli operai collocarono l'ultimo metro cubo di cemento. Il ponte entrò in servizio il 21 dicembre.
Il ponte fu distrutto dall'esercito russo in ritirata all'inizio della seconda guerra mondiale. Le forze di occupazione naziste lo rimisero in servizio e lo ribattezzarono con il nome del tenente generale von Kleist, che aveva ordinato il suo rifarcimento. Poi la Wehrmacht si ritirò a sua volta distruggendo quest'opera, che fu ricostruita dopo il 1948.